# Alexander Sadebeck
Alexander Sadebeck (* 26. Juni 1843 in Breslau, Provinz Schlesien; † 9. Dezember 1879 in Hamburg) war ein schlesisch-preußischer, deutscher Mineraloge und Geologe.

## Leben und Wirken
Der Vater, Moritz Sadebeck (1809–1885), unterrichtete Mathematik und Physik am Breslauer Maria-Magdalenen-Gymnasium, dessen Schüler Sohn  Alexander ab 1853 wurde. Auch der ältere Bruder Richard Sadebeck  besuchte dieses Gymnasium; er wurde Hamburgs maßgeblicher Botaniker. 
Alexander Sadebeck studierte nach dem Abitur im Jahre 1862 an der Universität Berlin Geologie und Mineralogie bei Gustav Rose. Bereits 1865 erschien in der Zeitschrift der Deutschen Geologischen Gesellschaft seine Arbeit über die Obere Jurabildung in Pommern. Im gleichen Jahr promovierte er in Berlin und 1869 habilitierte er sich dort. Er lehrte zunächst als Privatdozent. Im Jahre 1872 wurde er als ordentlicher Professor der Mineralogie und Geologie an die Universität Kiel berufen. Sadebeck veröffentlichte eine Vielzahl von Fachbeiträgen in wissenschaftlichen Zeitschriften, wie die der Gesellschaft Naturforschender Freunde zu Berlin, des Naturwissenschaftlichen Vereins, Kiel, und für Poggendorffs (Wiedmann) Annalen d. Physik und andere. 
In der Zeitschrift der Deutschen Geologischen Gesellschaft erschienen Beiträge wie Krystallformen des Kupferkieses und der Blende (1868), Fahlerz und seine Verwachsungen (1872) und Krystallisation des Bleiglanzes (1874). Sadebeck  schrieb ein Repetitorium (Berlin 1873) und gab Gustav Roses Elemente der Krystallographie neu heraus (1873). In dem dort abgedruckten Nachruf auf seinen großen 1873 verstorbenen Lehrmeister heißt es: „Mir war es vergönnt, sieben Jahre in fast täglichem wissenschaftlichen Verkehr mit ihm zu leben. Dieses Werk, dessen Vollendung noch eine Freude des Lebens für ihn sein sollte, ist nun das erste Todtenopfer geworden.“ Er verfasste einen zweiten Band, der sich mit der Angewandten Krystallographie befasste (Berlin, 1876). Wenige Jahre später starb auch Alexander Sadebeck im Alter von nur 36 Jahren.

## Werke
- Werke von Alexander Sadebeck im Katalog der Uni-Bibliothek Kiel